# Hilde Sherman
Hilde Sherman (Mönchengladbach-Wanlo en Alemania, 22 de marzo de 1923  - Jerusalem en Israel, 11 de marzo de 2011), una judía sobreviviente del Gueto de Riga, quien emigró después de salvarse milagrosamente de la Segunda  Guerraguerra a Cali, Colombia y posteriormente a su capital,Bogotá, Colombia, y vivió los últimos años de su vida en Israel. Había sido La mayor de 3 hermanos: Ruth y Herbert, de una familia ortodoxa, y al final de la guerra fue transportada con otras prisioneras, privada de conciencia con aspecto de esqueleto, golpeada y la cabeza rapada hacia Suecia donde fue asistida y liberada. En Colombia escribió un libro con sus memorias,  Entre Luz y Tinieblas, el cual dedicó así: Para  mis hijos y los hijos de sus hijos, porque es más que solo historia…  y para Colombia que me dio un hogar.

## Obra
- Entre luz y tinieblas, Cali 1982, ISBN 9589513719
  - Zwischen Tag und Dunkel, Mädchenjahre im Ghetto, Frankfurt am Main 1984, ISBN 3-548-20386-8